# ويزكيد
أيوديجي إبراهيم بالوغان (Ayodeji Ibrahim Balogan) (بالإنجليزية: Wizkid)‏ و يعرف أكثر باسم ويزكيد (WizkidWizkid) هو مغني و كاتب أغاني نجيري من مواليد 16 يونيو 1991.

## روابط خارجية
- ويزكيد على موقع ميوزك برينز (الإنجليزية)
- ويزكيد على موقع أول ميوزيك (الإنجليزية)
- ويزكيد على موقع أول ميوزيك (الإنجليزية)
- ويزكيد على موقع ديسكوغز (الإنجليزية)
- ويزكيد على موقع ديسكوغز (الإنجليزية)
- ويزكيد على موقع ديسكوغز (الإنجليزية)